# Дотти, Этторе
Этторе Дотти (итал. Ettore Dotti; род. 1 января 1961, Палоско, Италия) — католический епископ, первый ординарий епархии Навираи с 1 июня 2011 года.

## Биография
В 1983 году поступил в семинарию монашеской конгрегации Святого Семейства в городе Бергамо. 28 июня 1994 года был рукоположён в сан священника, после чего его послали в Бразилию. C 1995 по 1996 гг. служил в епархии Озаску в городе Итапеви. В последующие годы был настоятелем бразильской провинции конгрегации Святого Семейства. С 2007 по 2009 гг. был ректором семинарии в городе Пеабиру епархии Кампу-Морана.
C 2010 года был настоятелем прихода в городе Серриньи.
1 июня 2011 года Римский папа Бенедикт XVI назначил Этторе Дотти епископом новой епархии Навираи. 22 июля 2011 года был рукоположён в сан епископа.